# Steindachnerina fasciata
Steindachnerina fasciata är en fiskart som först beskrevs av Richard P. Vari och Géry, 1985.  Steindachnerina fasciata ingår i släktet Steindachnerina och familjen Curimatidae. Inga underarter finns listade i Catalogue of Life.